# Uijeongbu
Uijeongbu är en stad i den sydkoreanska provinsen Gyeonggi, och är en nordlig förort till Seoul. Folkmängden var 466 455 invånare i slutet av 2020.

## Administrativ indelning
Staden är indelad i fjorton administrativa stadsdelar (dong):
Ganeung-dong,
Heungseon-dong,
Howon 1-dong,
Howon 2-dong,
Jageum-dong,
Jangam-dong,
Nogyang-dong,
Singok 1-dong,
Singok 2-dong,
Songsan 1-dong,
Songsan 2-dong,
Songsan 3-dong,
Uijeongbu 1-dong och
Uijeongbu 2-dong.